# Campigneulles-les-Grandes
Pour les articles homonymes, voir Grandes (homonymie).
Campigneulles-les-Grandes est une commune française située dans le département du Pas-de-Calais en région Hauts-de-France. Ses habitants sont appelés les Campigneullois.
La commune fait partie de la communauté d'agglomération des Deux Baies en Montreuillois qui regroupe 46 communes et compte 65 760 habitants en 2021.

## Géographie

### Localisation
Localisée dans le sud-ouest du département du Pas-de-Calais, Campigneulles-les-Grandes est une commune située, à vol d'oiseau, à 5 km au sud-ouest de la commune de Montreuil-sur-Mer (chef-lieu d'arrondissement) et à 11 km au nord-est de la commune de Berck située sur la Côte d'Opale.
Le territoire de la commune est limitrophe de ceux de cinq communes.
Les communes limitrophes sont  Airon-Notre-Dame, Airon-Saint-Vaast, Campigneulles-les-Petites, Sorrus et Wailly-Beaucamp.

### Géologie et relief
La superficie de la commune est de 5,34 km2 ; son altitude varie de 23  à   62 m.

### Hydrographie
La commune est située dans le bassin Artois-Picardie. Elle n'est drainée par aucun cours d'eau,.

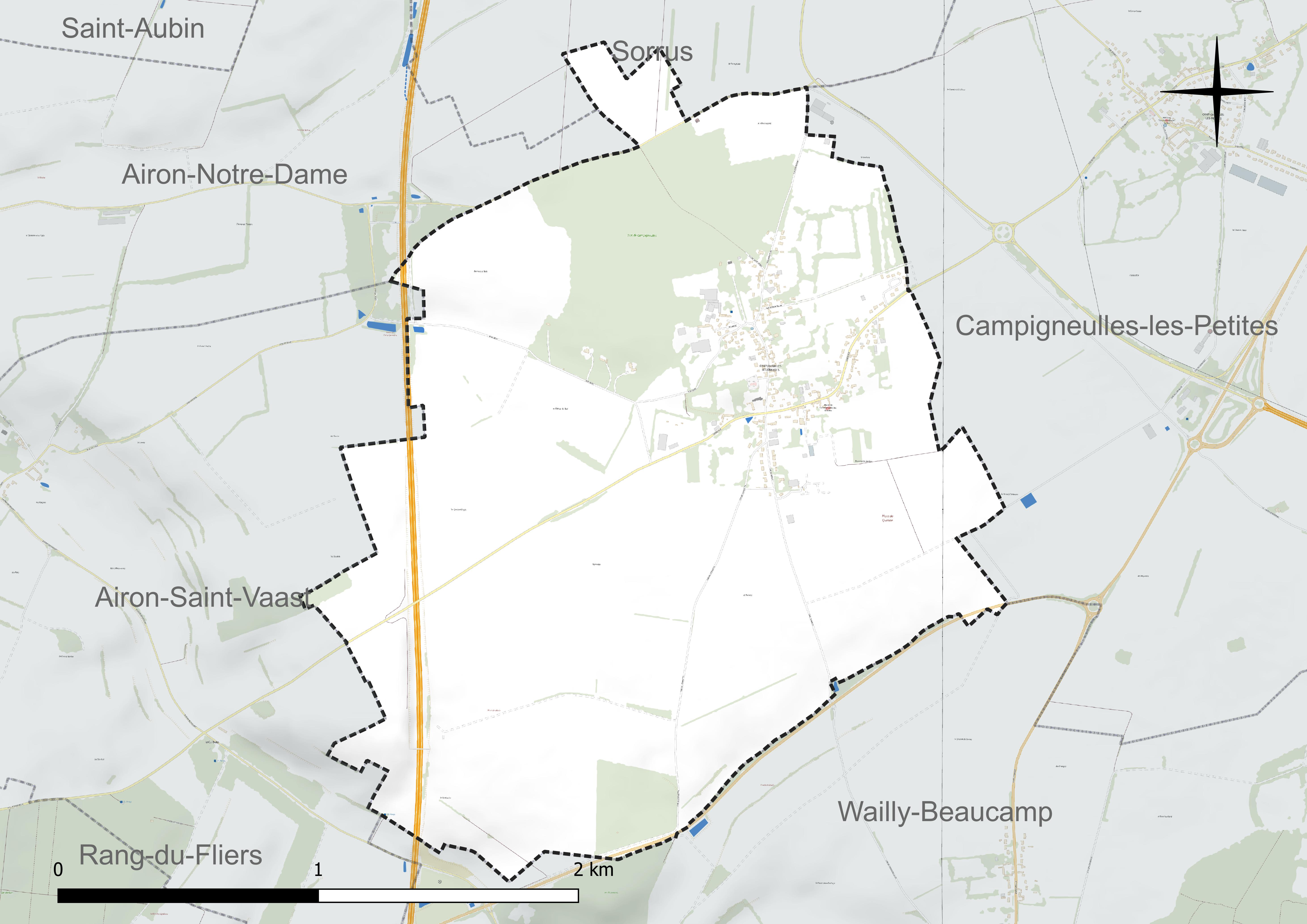
Réseau hydrographique de Campigneulles-les-Grandes.

### Climat
Pour des articles plus généraux, voir Climat des Hauts-de-France et Climat du Pas-de-Calais.
En 2010, le climat de la commune est de type climat océanique franc, selon une étude du CNRS s'appuyant sur une série de données couvrant la période 1971-2000. En 2020, Météo-France publie une typologie des climats de la France métropolitaine dans laquelle la commune est exposée à un climat océanique et est dans la région climatique Côtes de la Manche orientale, caractérisée par un faible ensoleillement (1 550 h/an) ; forte humidité de l'air (plus de 20 h/jour avec humidité relative > 80 % en hiver), vents forts fréquents.
Pour la période 1971-2000, la température annuelle moyenne est de 10,4 °C, avec une amplitude thermique annuelle de 13,1 °C. Le cumul annuel moyen de précipitations est de 835 mm, avec 12,6 jours de précipitations en janvier et 8,6 jours en juillet. Pour la période 1991-2020, la température moyenne annuelle observée sur la station météorologique la plus proche, située sur la commune du Touquet-Paris-Plage à 12 km à vol d'oiseau, est de 11,2 °C et le cumul annuel moyen de précipitations est de 888,8 mm,. Pour l'avenir, les paramètres climatiques de la commune estimés pour 2050 selon différents scénarios d'émission de gaz à effet de serre sont consultables sur un site dédié publié par Météo-France en novembre 2022.

### Paysages
Pour un article plus général, voir Paysage en France.
La commune s'inscrit dans l'ouest du « paysage du val d'Authie » tel que défini dans l'atlas des paysages de la région Nord-Pas-de-Calais, conçu par la direction régionale de l'Environnement, de l'Aménagement et du Logement (DREAL),.
Ce paysage, qui concerne 83 communes, se délimite : au sud, dans le département de la  Somme par le « paysage de l'Authie et du Ponthieu, dépendant de l'atlas des paysages de la Picardie et au nord et à l'est par les paysages du Montreuillois, du Ternois et les paysages des plateaux cambrésiens et artésiens. Le caractère frontalier de la vallée de l'Authie, aujourd'hui entre le Pas-de-Calais et la Somme, remonte au Moyen Âge où elle séparait le royaume de France du royaume d'Espagne, au nord.
Son coteau Nord est net et escarpé alors que le coteau Sud offre des pentes plus douces. À l'Ouest, le fleuve s'ouvre sur la baie d'Authie, typique de l'estuaire picard, et se jette dans la Manche. Avec son vaste estuaire et les paysages des bas-champs, la baie d'Authie contraste avec les paysages plus verdoyants en amont.
L'Authie, entaille profonde du plateau artésien, a créé des entités écopaysagères prononcées avec un plateau calcaire dont l'altitude varie de 100  à   163 m qui s'étend de chaque côté du fleuve. L'altitude du plateau décline depuis le pays de Doullens, à l'est (point culminant à 163 m), vers les bas-champs picards, à l'ouest (moins de 40 m). Le fond de la vallée de l'Authie, quant à lui, est recouvert d'alluvions et de tourbes. L'Authie est un fleuve côtier classé comme cours d'eau de première catégorie où le peuplement piscicole dominant est constitué de salmonidés. L'occupation des sols des paysages de la Vallée de l'Authie est composée pour 70 % en culture.

## Urbanisme

### Typologie
Au 1er janvier 2024, Campigneulles-les-Grandes est catégorisée commune rurale à habitat dispersé, selon la nouvelle grille communale de densité à sept niveaux définie par l'Insee en 2022.
Elle est située hors unité urbaine. Par ailleurs la commune fait partie de l'aire d'attraction de Berck, dont elle est une commune de la couronne,. Cette aire, qui regroupe 19 communes, est catégorisée dans les aires de moins de 50 000 habitants,.

### Occupation des sols
L'occupation des sols de la commune, telle qu'elle ressort de la base de données européenne d'occupation biophysique des sols Corine Land Cover (CLC), est marquée par l'importance des territoires agricoles (82,1 % en 2018), en diminution par rapport à 1990 (83 %). La répartition détaillée en 2018 est la suivante : 
terres arables (77,6 %), forêts (11,8 %), zones urbanisées (6,2 %), prairies (4,5 %). L'évolution de l'occupation des sols de la commune et de ses infrastructures peut être observée sur les différentes représentations cartographiques du territoire : la carte de Cassini (XVIIIe siècle), la carte d'état-major (1820-1866) et les cartes ou photos aériennes de l'IGN pour la période actuelle (1950 à aujourd'hui).

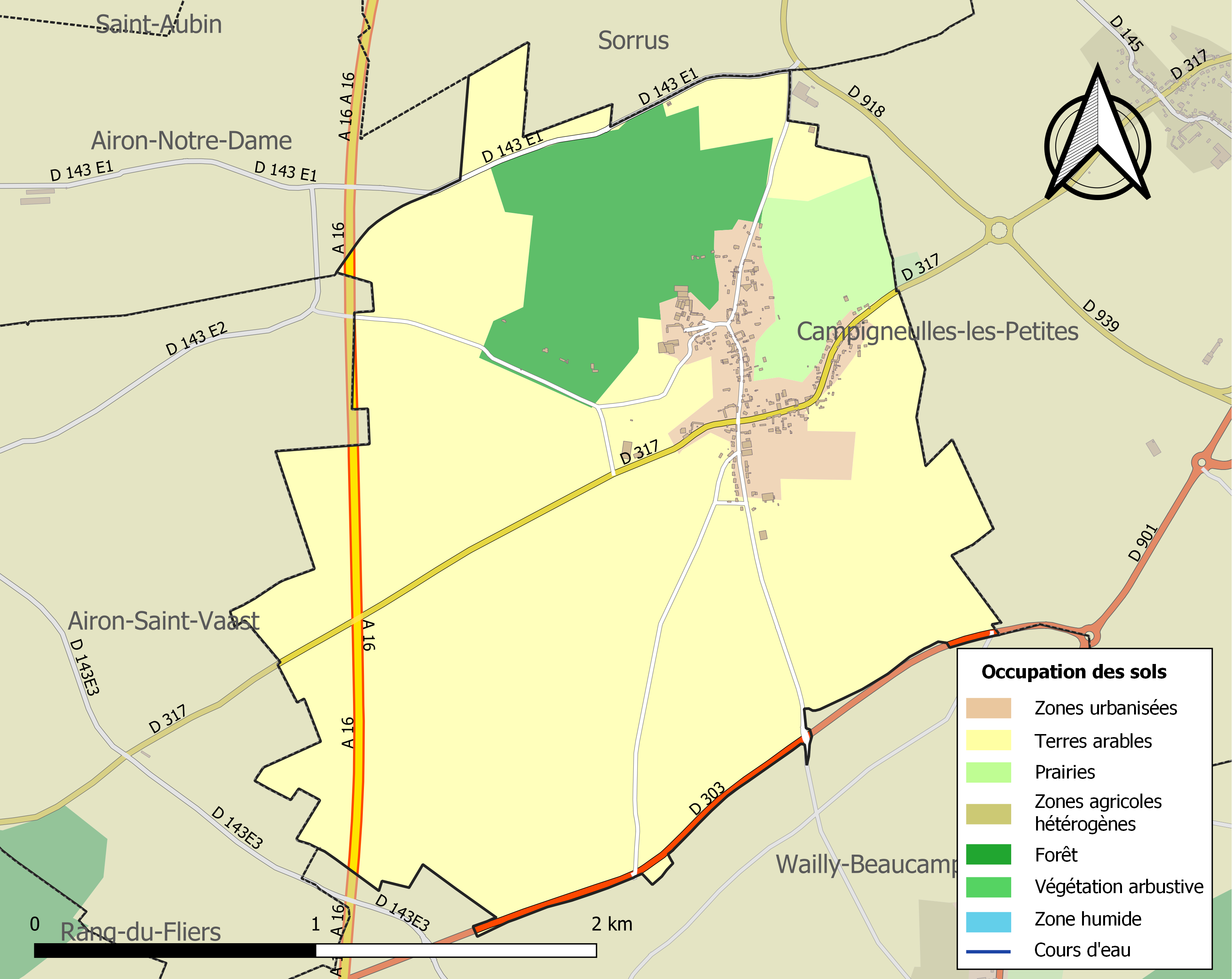
Carte des infrastructures et de l'occupation des sols de la commune en 2018 (CLC).

### Voies de communication et transports

#### Voies de communication
La commune est desservie par la route départementale D 317 et est située à 4 km de la sortie no 25 de l'autoroute A16 reliant région parisienne à la frontière avec la Belgique. Cette autoroute traverse l'est du territoire communal.

#### Transport ferroviaire
La commune se trouve à 6,5 km, au sud-ouest, de la gare de Montreuil-sur-Mer, située sur la ligne de Saint-Pol-sur-Ternoise à Étaples, desservie par des trains TER Hauts-de-France.

#### Transports en commun
La commune est desservie par la ligne 2 du réseau de transport de la communauté d'agglomération des Deux Baies en Montreuillois (CA2BM).

## Toponymie
Le nom de la localité est attesté sous les formes Campaniæ (752-757), Campanias (890), Campanioles (1100), Campiniolae (1169), Campeinnoles (1173), Campenolae (1175), Campennole (1202), Campinoles (1209), Campenoles et Campineuls (1231), Campegnuelles (1239), Campegnoles (1241), Campegnuueles et Campignoelez (1241), Campignolae (1245), Campegnueles et Campignoles (1248), Campenoeles (1250), Campegnoeles (1251), Campeingnoolae et Campeingnueles (1257), Campegneull (1258), Campegnoeles (1269), Campeneles, Campenoliae et Campigneules (1270), Campeingneles (1286), Champaingnueles-les-Grans (1288), Campegneules (1289), Champeigneules (1297), Campegnoeilles-les-Grandes (vers 1366), Campeigneules (1372), Campegnoilles (XIVe siècle), Campignoeules-les-Grandes (1479), Champignolles (1534), Campaignieuolle (1631), Campignoeul (1668), Campigneul les Grandes (1793), Campigneules-les-Grandes et Campigneulles-les-Grandes depuis 1801.
Campigneulles est issu du mot latin campus, « plaine, plaine cultivée, champs ». Au début, pluriel de campanea (terra) : les « pays de plaine » et ensuite Campaniæ avec le suffixe diminutif du féminin pluriel -eolas : « petites étendues de plaine ».
Campigneulles-les-Grandes et Campigneulles-les-Petites ne formaient qu'un seul et même village désigné sous le nom de Campaniæ vers 752-757 (cart. de Saint-Vaast, p. 23).

## Histoire
Campigneulles-les-Grandes et Campigneulles-les-Petites ne formaient qu'un seul et même village désigné en 1003 sous le nom de Campania, qui signifie plaine, campagne en latin campus dans un titre de l'ancienne abbaye de Saint-Vaast d'Arras. Il apparaît également en 1173 sous le nom de Campeinnoles dans la charte de la Maladrerie du Val. La division du village n'a pas de date de précise, néanmoins cette séparation est antérieure au XIIIe siècle. En effet, en 1209, Campigneulles-les-Grandes étaient soumis à l'abbaye de Saint-Vaast d'Arras alors que Campigneulles-les-Petites était soumis à l'abbaye de Saint-Saulve de Montreuil.

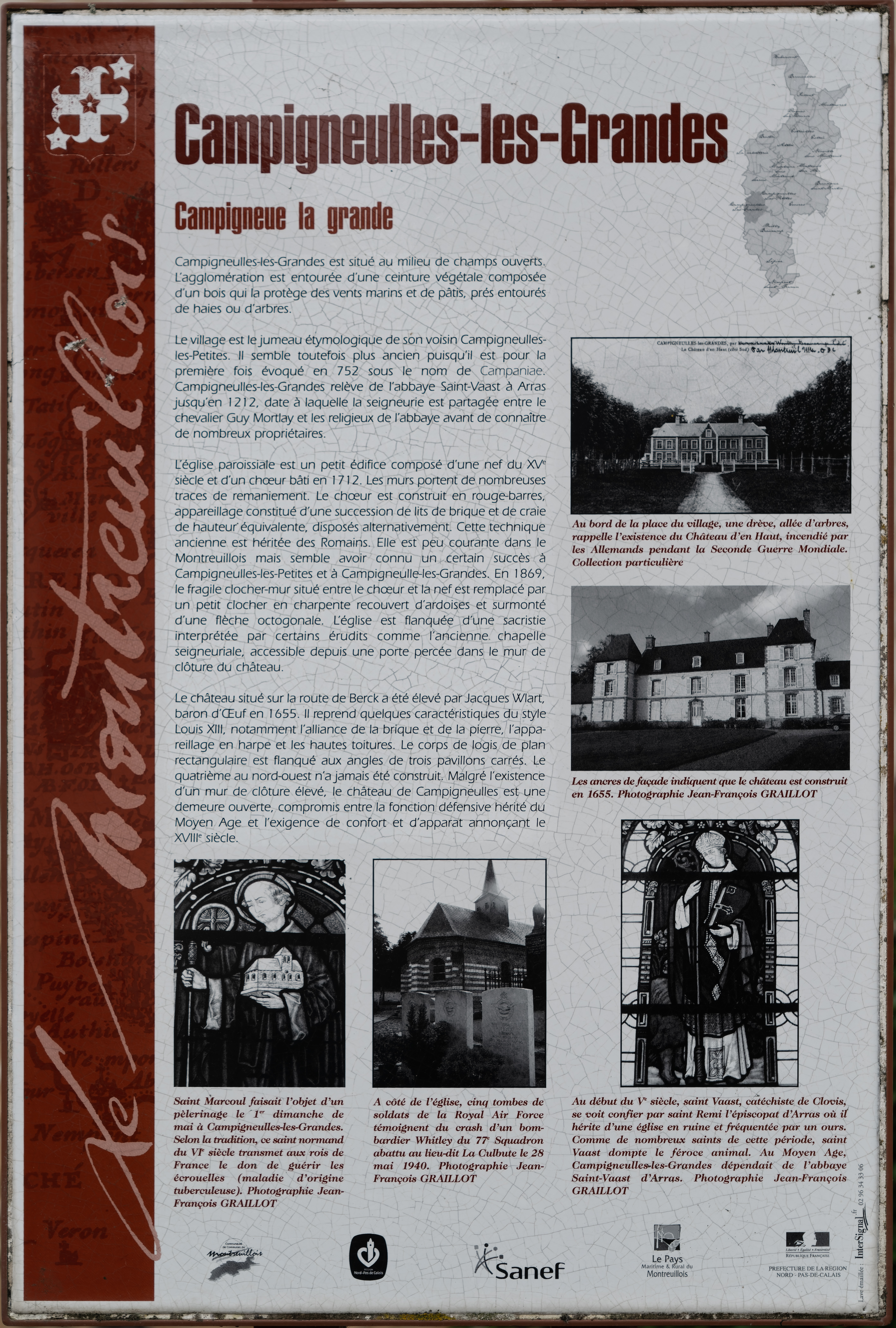
Le panneau d'information.

Un panneau émaillé destiné à l'information des visiteurs est fixé à l'entrée de l'église. Voici, in extenso, le texte qu'il contient : 

« Campigneulles-les-Grandes
Campigneue la grande
Campigneulles-les-Grandes est situé au milieu de champs ouverts. L'agglomération est entourée d'une ceinture végétale composée d'un bois qui la protège des vents marins et de pâtis, prés entourés de haies ou d'arbres.
Le village est le jumeau étymologique de son voisin Campigneulles-les-Petites. Il semble toutefois plus ancien puisqu'il est pour la première fois évoqué en 752 sous le nom de Campaniae. Campigneulles-les-Grandes relève de l'abbaye Saint-Vaast à Arras jusqu'en 1212, date à laquelle la seigneurie est partagée entre le chevalier Guy Mortlay et les religieux de l'abbaye avant de connaître de nombreux propriétaires.
L'église paroissiale est un petit édifice composé d'une nef du XVe siècle et d'un chœur bâti en 1712. Les murs portent de nombreuses traces de remaniement. Le chœur est construit en rouge-barres, appareillage constitué d'une succession de lits de brique et de craie de hauteur équivalente, disposés alternativement. Cette technique ancienne est héritée des Romains. Elle est peu courante dans le Montreuillois mais semble avoir connu un certain succès a Campigneulles-les-Petites et à Campigneulle-les-Grandes.En 1869, le fragile clocher-mur situé entre le chœur et la nef est remplacé par un petit clocher en charpente recouvert d'ardoises et surmonté d'une flèche octogonale. L'église est flanquée d'une sacristie interprétée par certains érudits comme l'ancienne chapelle seigneuriale, accessible depuis une porte percée dans le mur de clôture du château.
Le château situé sur la route de Berck a été élevé par Jacques Wlart, baron d'Œuf en 1655. II reprend quelques caractéristiques du style Louis XIII, notamment l'alliance de la brique et de la pierre, l'appareillage en harpe et les hautes toitures. Le corps de logis de plan rectangulaire est flanqué aux angles de trois pavillons carrés. Le quatrième au nord-ouest n'a jamais été construit. Malgré l'existence d'un mur de clôture élevé, le château de Campigneulles est une demeure ouverte, compromis entre la fonction défensive hérité du Moyen Âge et l'exigence de confort et d'apparat annonçant le XVIIIe siècle. »

## Politique et administration

### Découpage territorial
La commune se trouve dans l'arrondissement de Montreuil du département du Pas-de-Calais.

#### Commune et intercommunalités
La commune a fait partie, de 2001 à 2016, de la communauté de communes du Montreuillois et, depuis le 1er janvier 2017, elle fait partie de la communauté d'agglomération des Deux Baies en Montreuillois (CA2BM) dont le siège est basé à Montreuil.

#### Circonscriptions administratives
La commune faisait partie du canton de Saint-Josse (1793), depuis la loi du 22 décembre 1789 reprise par la constitution de 1791, qui divise le royaume (la République en septembre 1792), en communes, cantons, districts et départements, puis du canton de Montreuil (1801).
Dans le cadre du redécoupage cantonal de 2014 en France, elle est maintenant rattachée au canton de Berck qui passe de 10 à 31 communes.

#### Circonscriptions électorales
Pour l'élection des députés, la commune fait partie, depuis 1986, de la quatrième circonscription du Pas-de-Calais.

### Élections municipales et communautaires

#### Liste des maires
| Période                                  | Période                      | Identité       | Étiquette | Qualité                                                                                   |
| ---------------------------------------- | ---------------------------- | -------------- | --------- | ----------------------------------------------------------------------------------------- |
| Les données manquantes sont à compléter. |                              |                |           |                                                                                           |
| mars 2001                                | 2008                         | Marcelle Caron |           |                                                                                           |
| mars 2008                                | En cours (au 4 février 2022) | Hubert Douay   |           | Gestionnaire d'entreprise Réélu pour le mandat 2014-2020, Réélu pour le mandat 2020-2026, |

## Équipements et services publics

### Justice, sécurité, secours et défense
La commune dépend du tribunal de proximité de Montreuil-sur-Mer, du conseil de prud'hommes de Boulogne-sur-Mer, du tribunal judiciaire de Boulogne-sur-Mer, de la cour d'appel de Douai, du tribunal de commerce de Boulogne-sur-Mer, du tribunal administratif de Lille, de la cour administrative d'appel de Douai et du tribunal pour enfants de Boulogne-sur-Mer.

## Population et société

### Démographie
Les habitants de la commune sont appelés les Campigneullois.

#### Évolution démographique
L'évolution du nombre d'habitants est connue à travers les recensements de la population effectués dans la commune depuis 1793. Pour les communes de moins de 10 000 habitants, une enquête de recensement portant sur toute la population est réalisée tous les cinq ans, les populations de référence des années intermédiaires étant quant à elles estimées par interpolation ou extrapolation. Pour la commune, le premier recensement exhaustif entrant dans le cadre du nouveau dispositif a été réalisé en 2005.

En 2022, la commune comptait 289 habitants, en évolution de −1,03 % par rapport à 2016 (Pas-de-Calais : −0,72 %, France hors Mayotte : +2,11 %).
| 1793 | 1800 | 1806 | 1821 | 1831 | 1836 | 1841 | 1846 | 1851 |
| ---- | ---- | ---- | ---- | ---- | ---- | ---- | ---- | ---- |
| 192  | 205  | 203  | 220  | 249  | 256  | 252  | 236  | 227  |

| 1856 | 1861 | 1866 | 1872 | 1876 | 1881 | 1886 | 1891 | 1896 |
| ---- | ---- | ---- | ---- | ---- | ---- | ---- | ---- | ---- |
| 239  | 272  | 259  | 254  | 254  | 254  | 263  | 297  | 283  |

| 1901 | 1906 | 1911 | 1921 | 1926 | 1931 | 1936 | 1946 | 1954 |
| ---- | ---- | ---- | ---- | ---- | ---- | ---- | ---- | ---- |
| 266  | 268  | 266  | 235  | 204  | 205  | 210  | 177  | 175  |

| 1962 | 1968 | 1975 | 1982 | 1990 | 1999 | 2005 | 2006 | 2010 |
| ---- | ---- | ---- | ---- | ---- | ---- | ---- | ---- | ---- |
| 175  | 177  | 167  | 175  | 221  | 256  | 279  | 274  | 315  |

| 2015 | 2020 | 2022 | - | - | - | - | - | - |
| ---- | ---- | ---- | - | - | - | - | - | - |
| 294  | 284  | 289  | - | - | - | - | - | - |

#### Pyramide des âges
En 2018, le taux de personnes d'un âge inférieur à 30 ans s'élève à 32,0 %, soit en dessous de la moyenne départementale (36,7 %). De même, le taux de personnes d'âge supérieur à 60 ans est de 24,3 % la même année, alors qu'il est de 24,9 % au niveau départemental.
En 2018, la commune comptait 143 hommes pour 151 femmes, soit un taux de 51,36 % de femmes, légèrement inférieur au taux départemental (51,5 %).
Les pyramides des âges de la commune et du département s'établissent comme suit.
| Hommes | Classe d’âge | Femmes |
| ------ | ------------ | ------ |
| 2,2    | 90 ou +      | 0,7    |
| 5,8    | 75-89 ans    | 8,9    |
| 13,8   | 60-74 ans    | 17,1   |
| 27,5   | 45-59 ans    | 25,3   |
| 15,9   | 30-44 ans    | 18,5   |
| 15,2   | 15-29 ans    | 12,3   |
| 19,6   | 0-14 ans     | 17,1   |

| Hommes | Classe d’âge | Femmes |
| ------ | ------------ | ------ |
| 0,5    | 90 ou +      | 1,6    |
| 5,6    | 75-89 ans    | 8,9    |
| 16,7   | 60-74 ans    | 18,1   |
| 20,2   | 45-59 ans    | 19,2   |
| 18,9   | 30-44 ans    | 18,1   |
| 18,2   | 15-29 ans    | 16,2   |
| 19,9   | 0-14 ans     | 17,9   |

## Culture locale et patrimoine

### Lieux et monuments
- La fontaine Saint-Augustin se trouve en face de la résidence des Campigneulles.

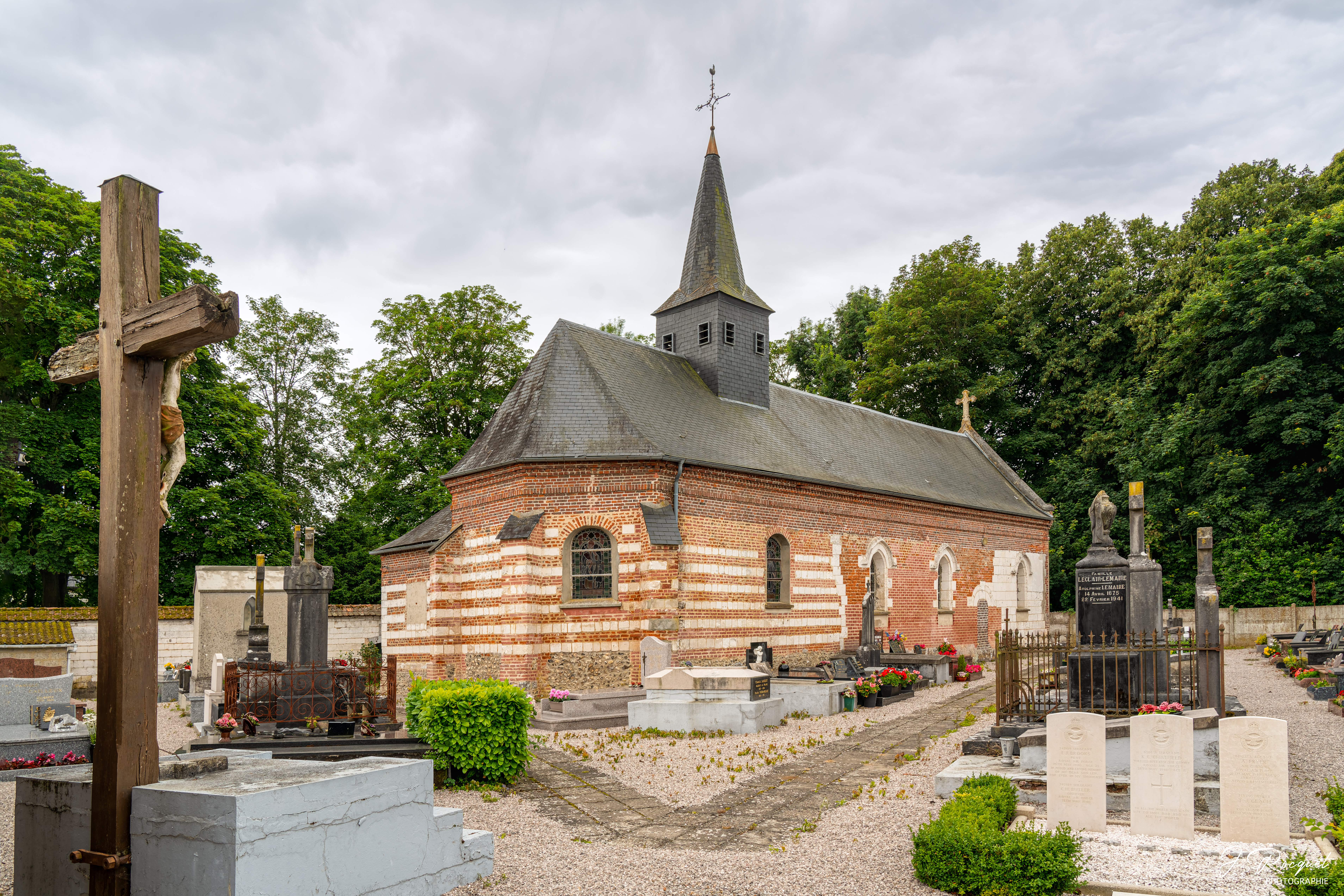
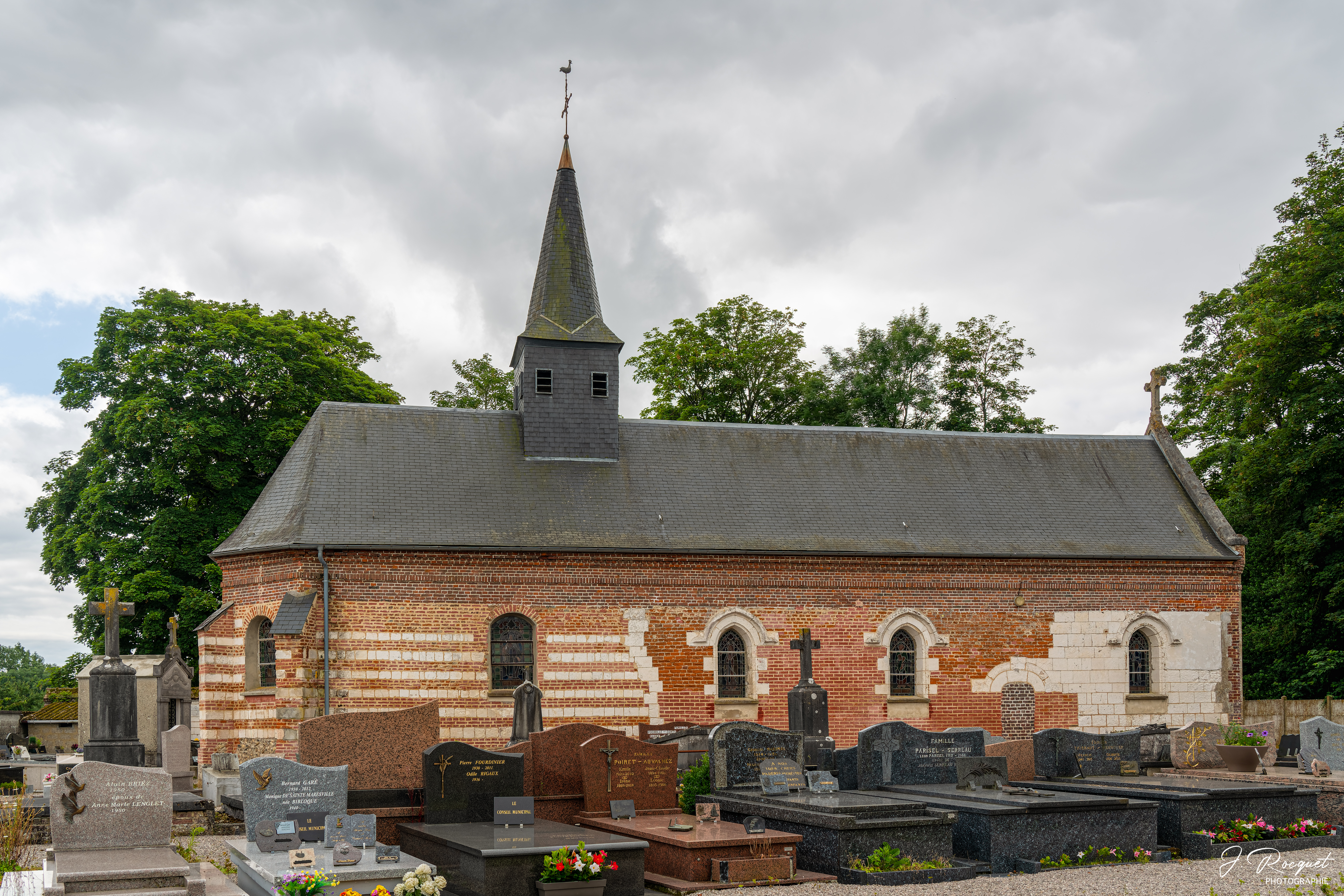
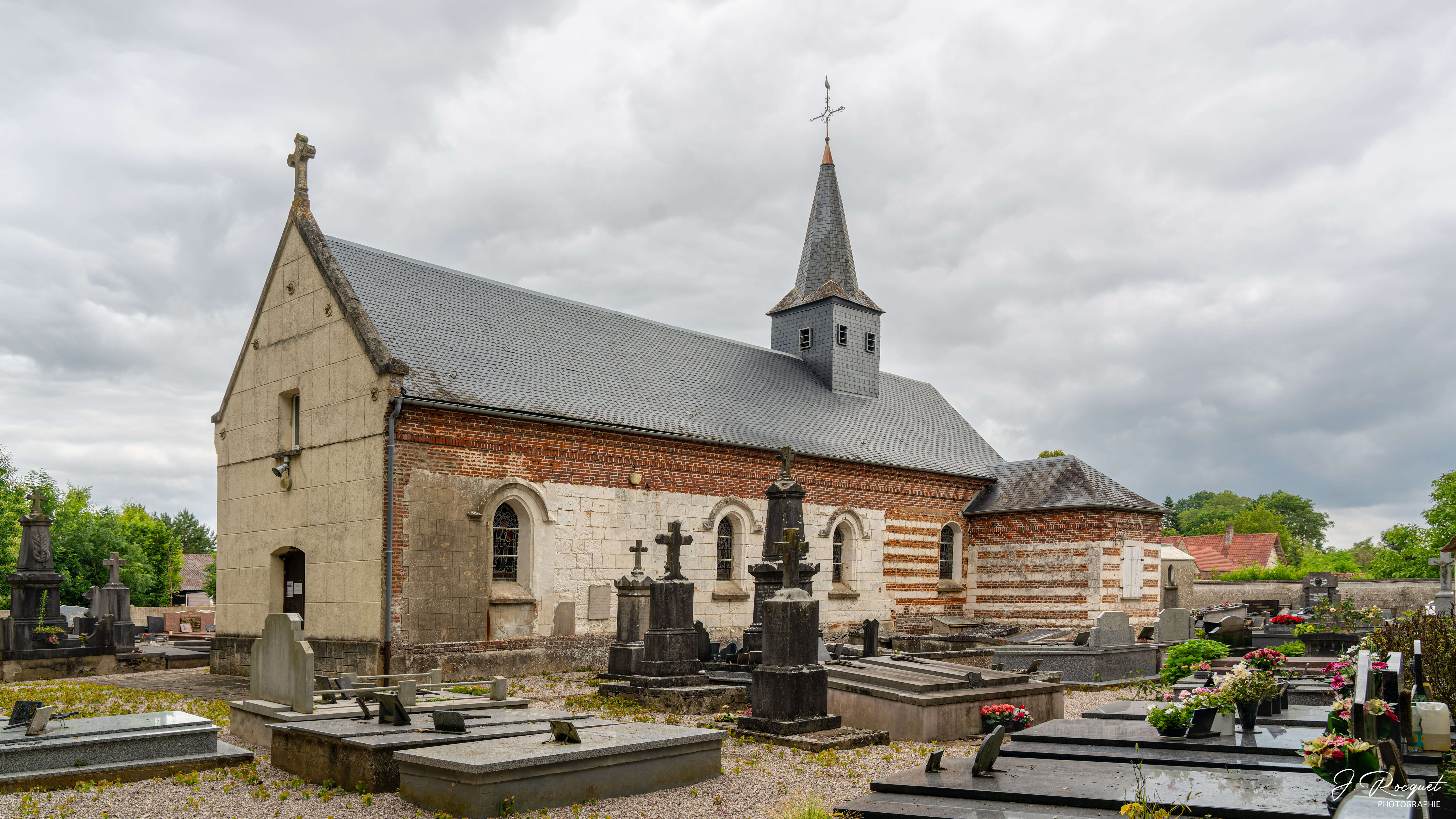
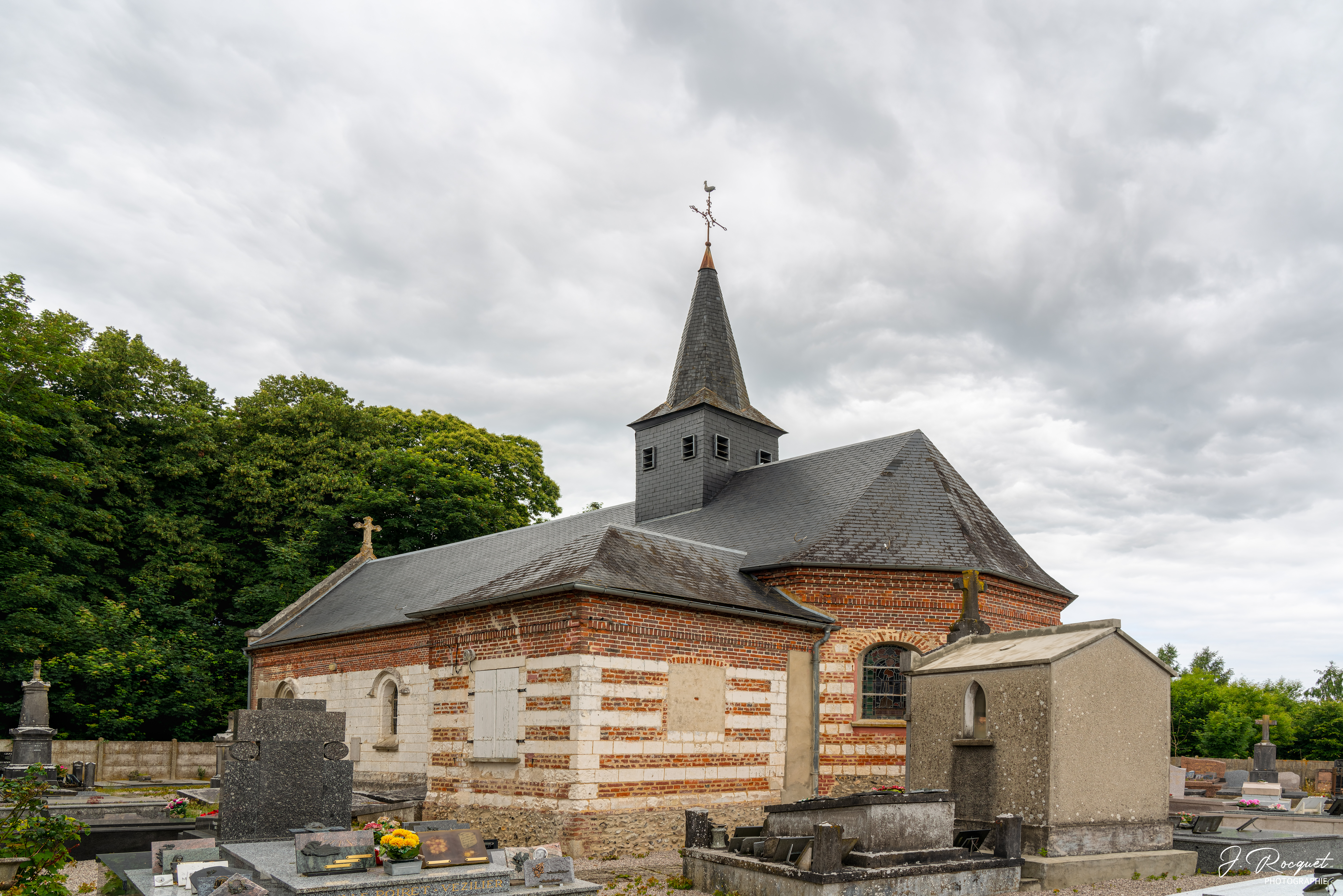

- L'église Saint-Vaast.

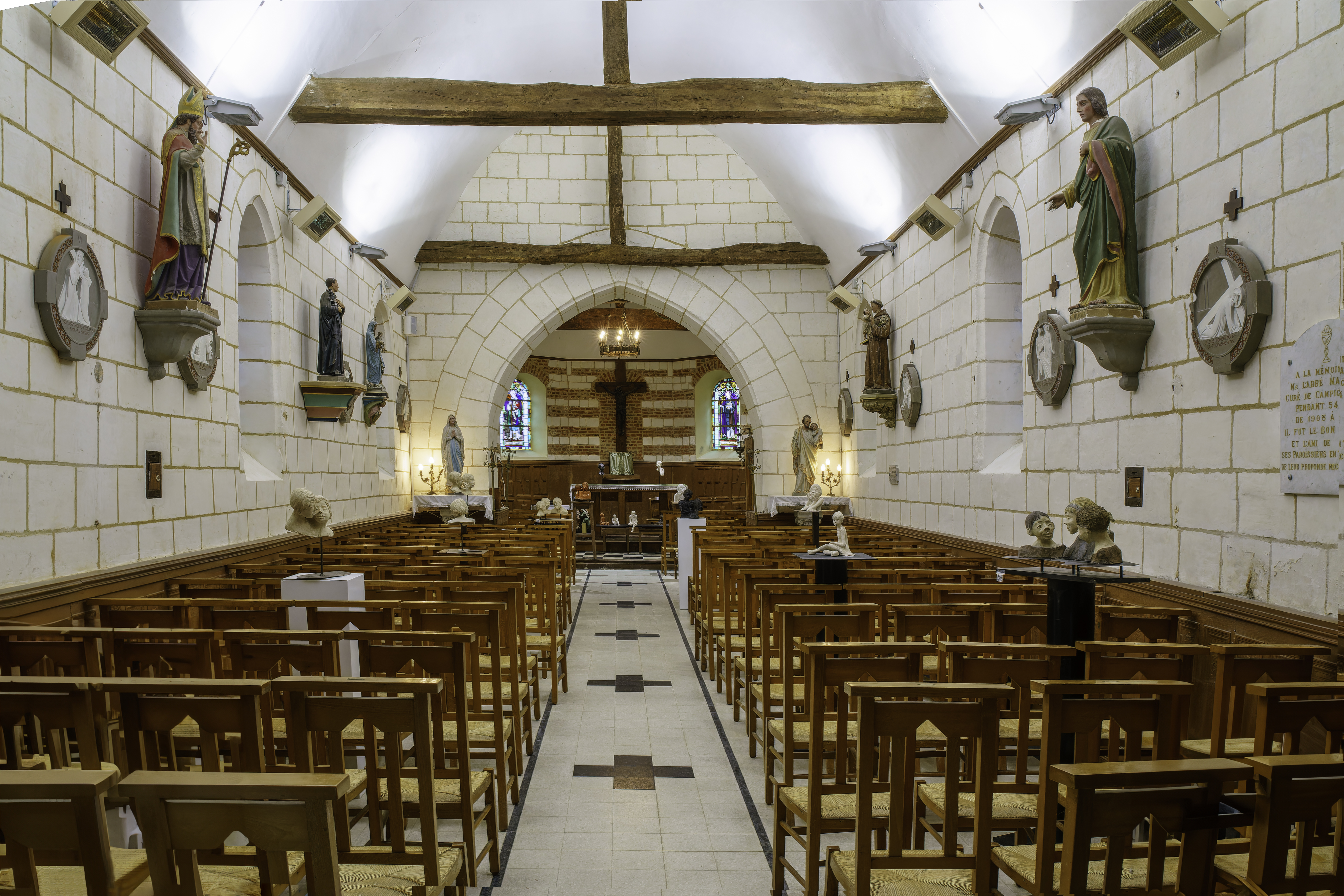
La nef et le chœur[34].
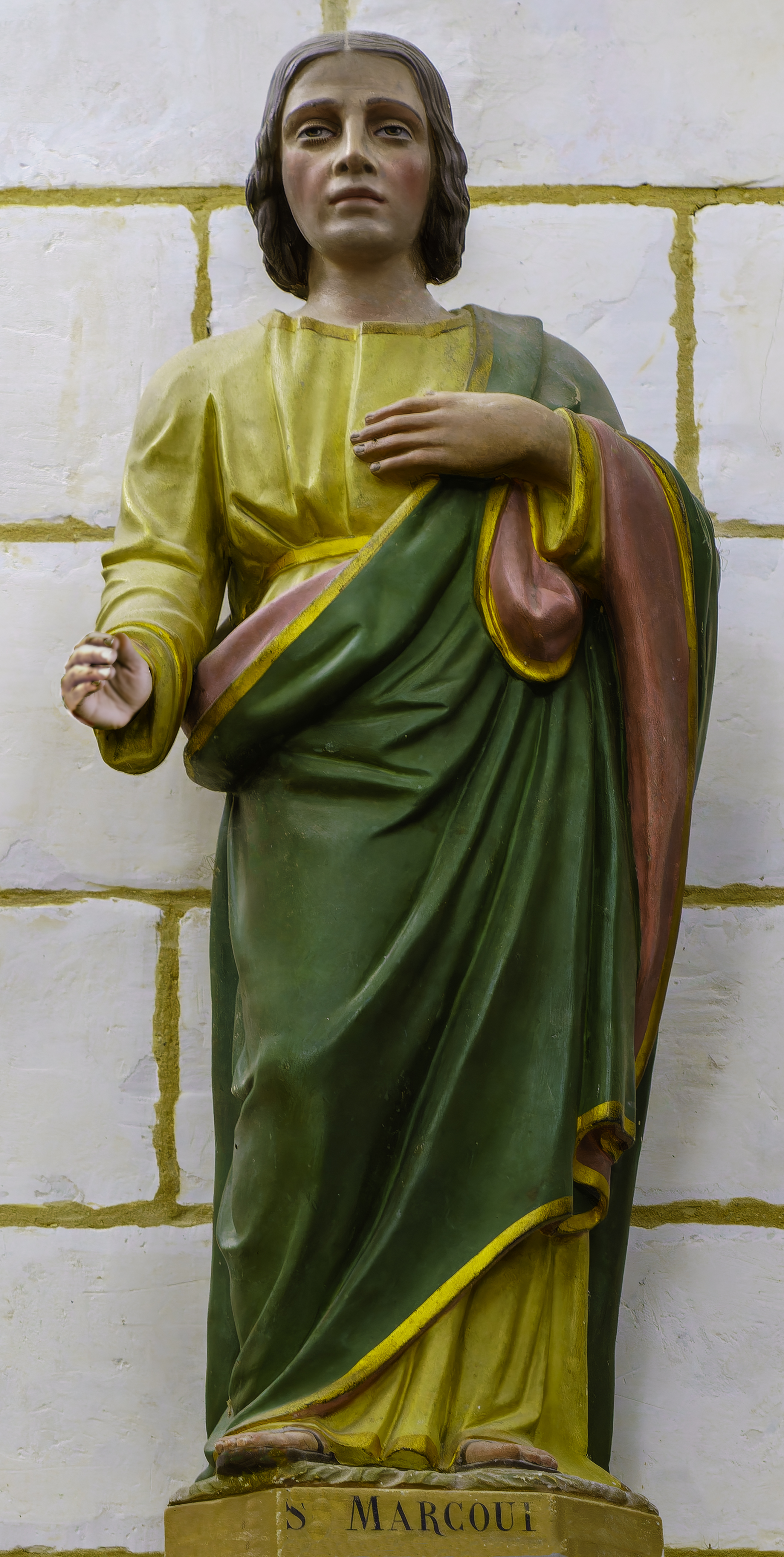
Saint Marcoul.
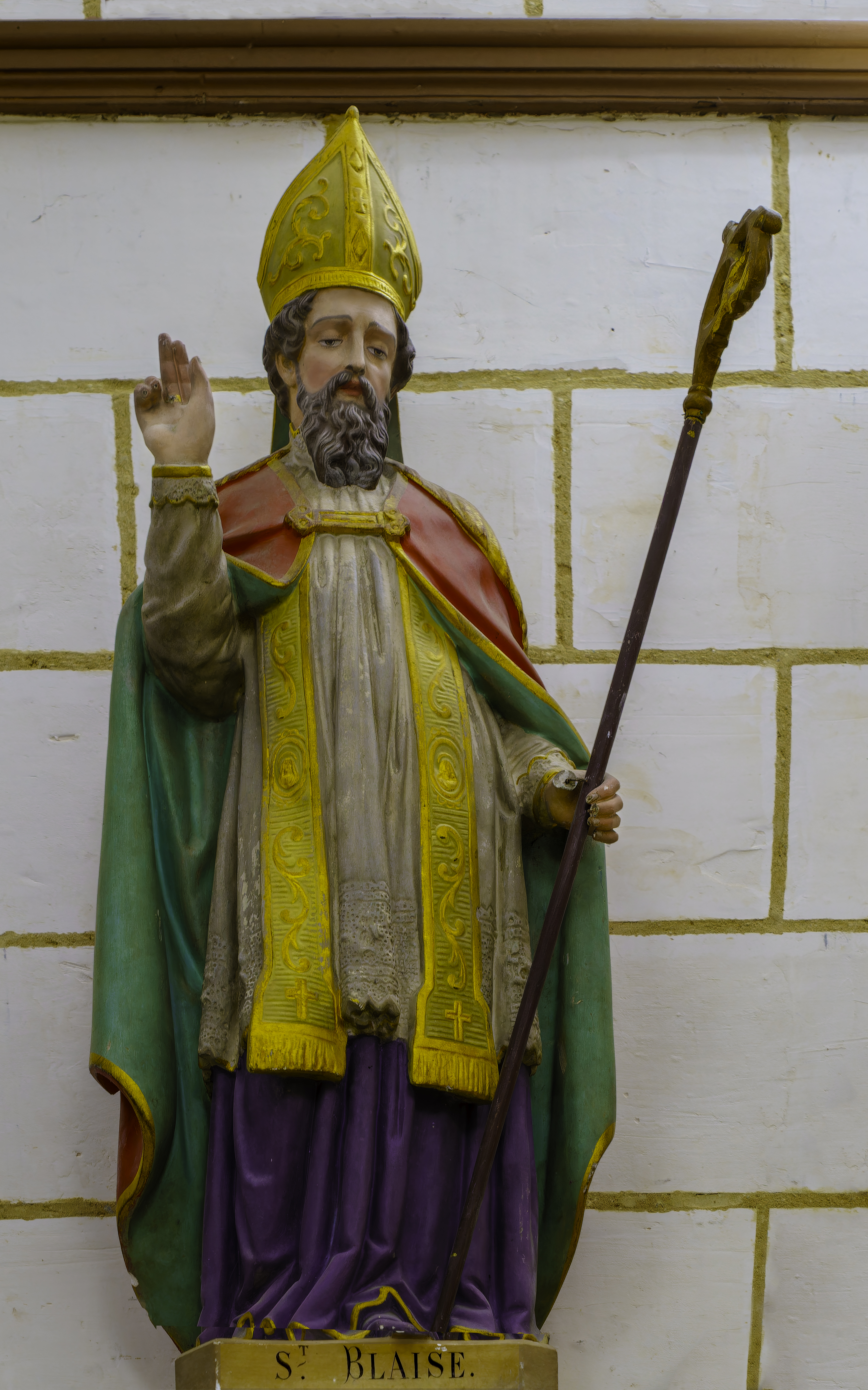
Saint Blaise.
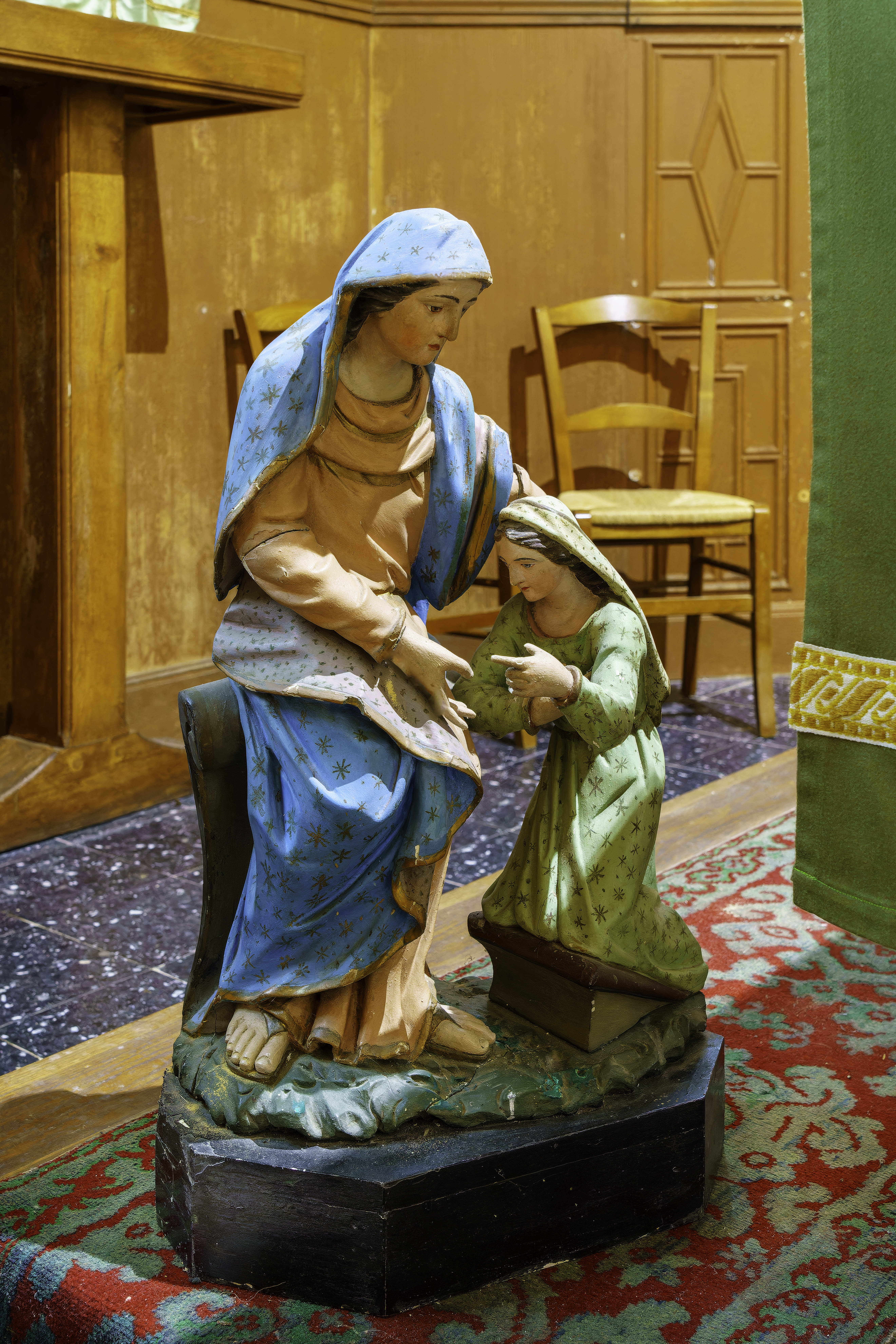
Sainte Anne.

Les vitraux ont été réalisés à Bruges au cours des années 1930 dans les ateliers de Jos Desmet (vitrailliste, peintre et sculpteur) ainsi qu'indiqué en bas à droite sur le vitrail de Saint Hubert.

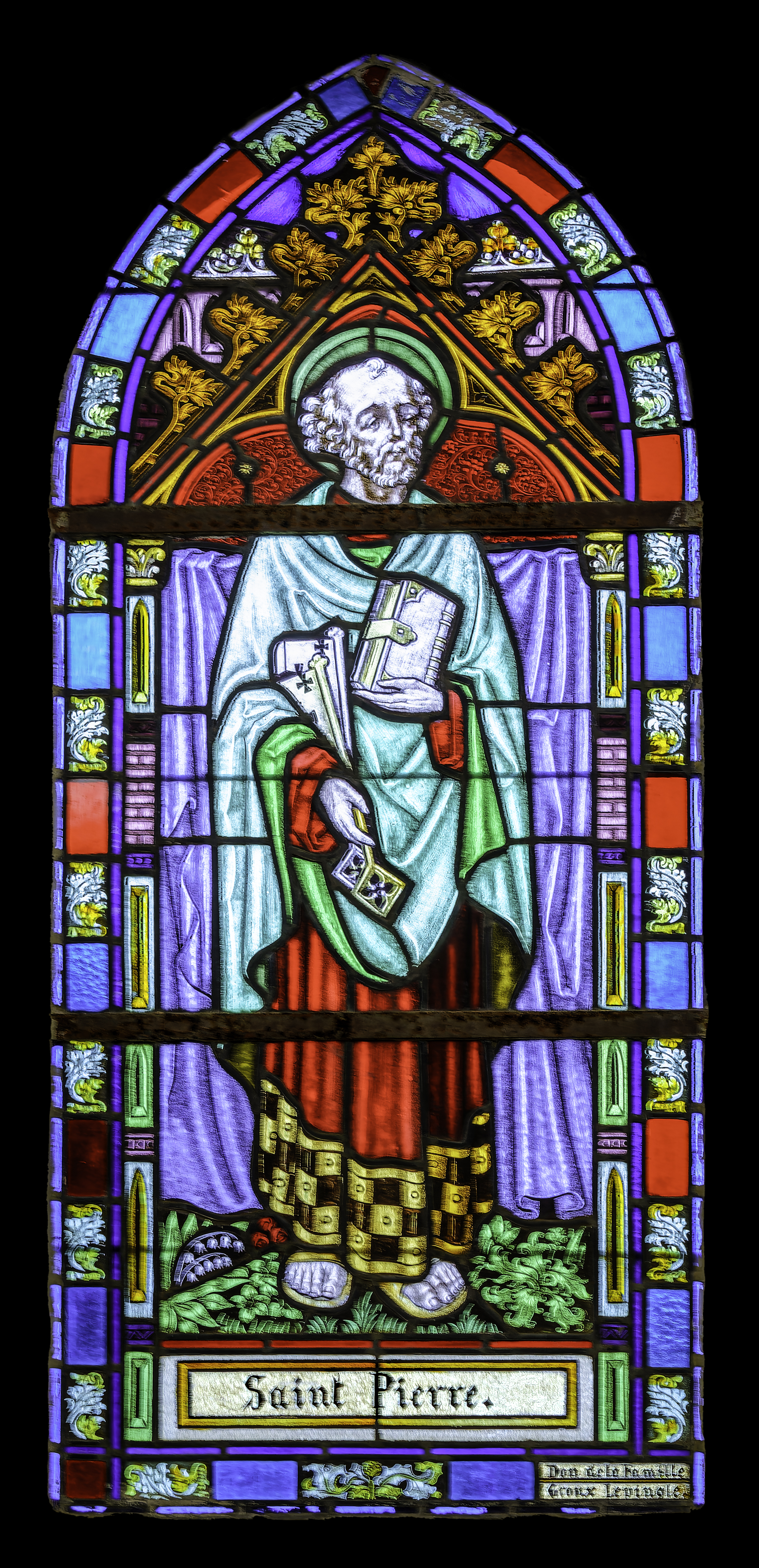
Saint Pierre.
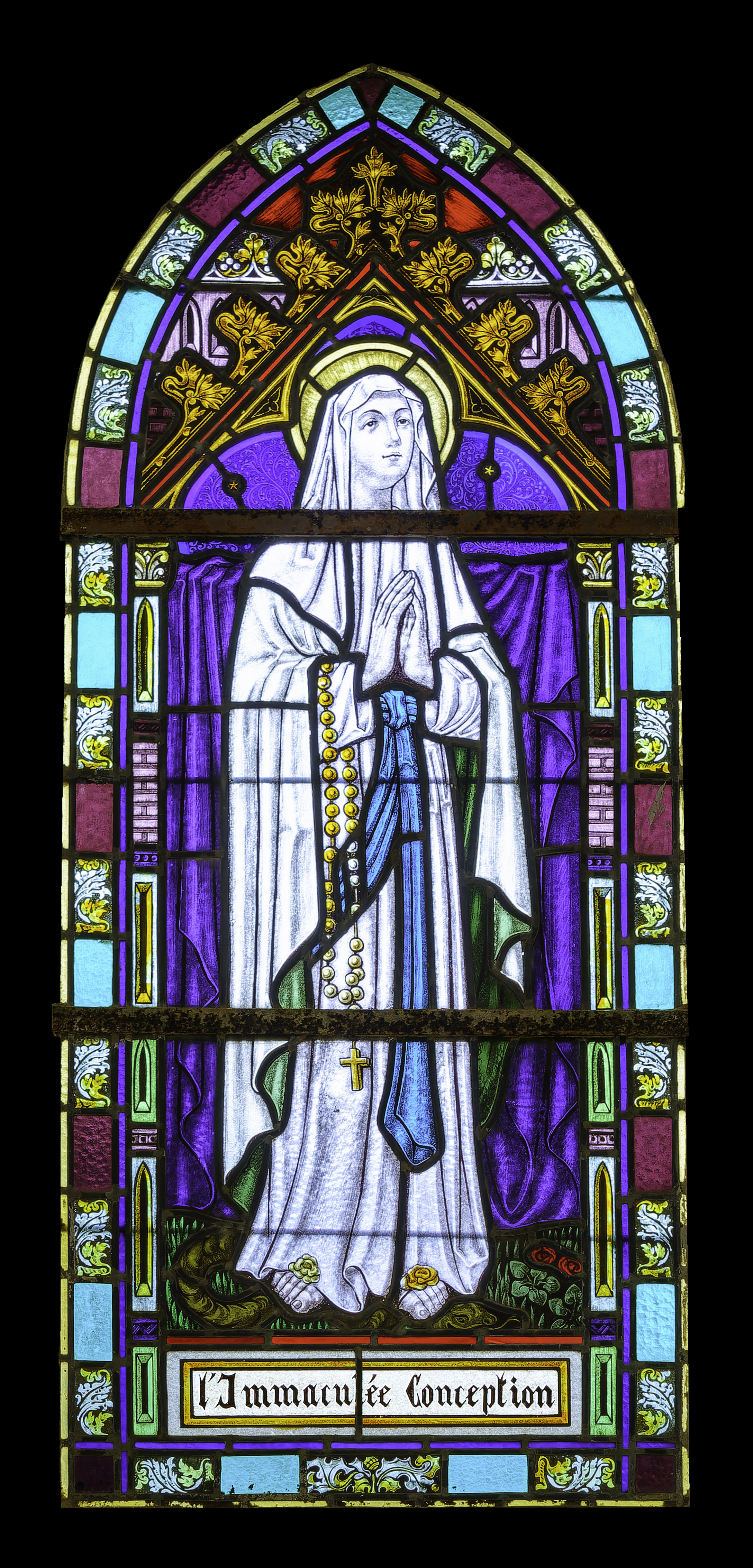
Immaculée Conception.
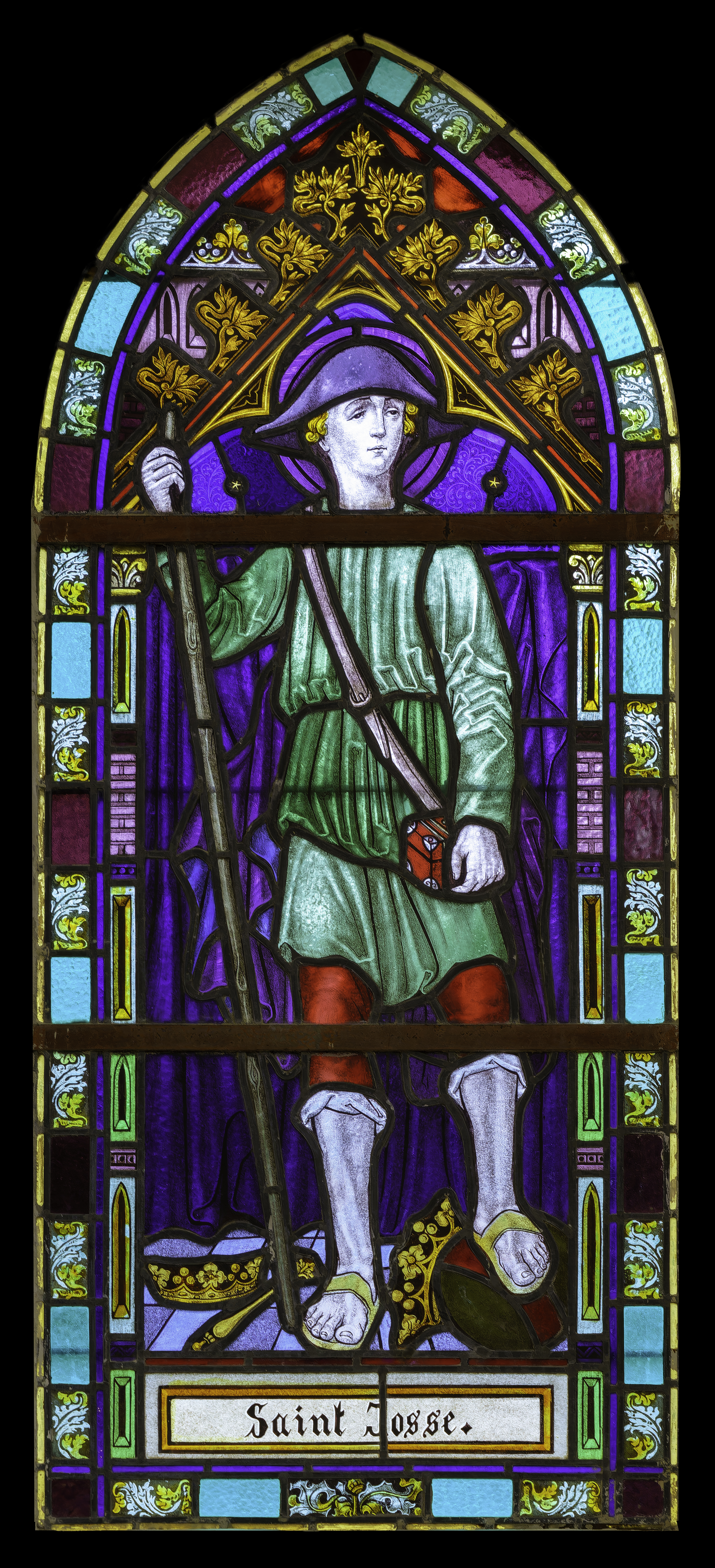
Saint Josse.
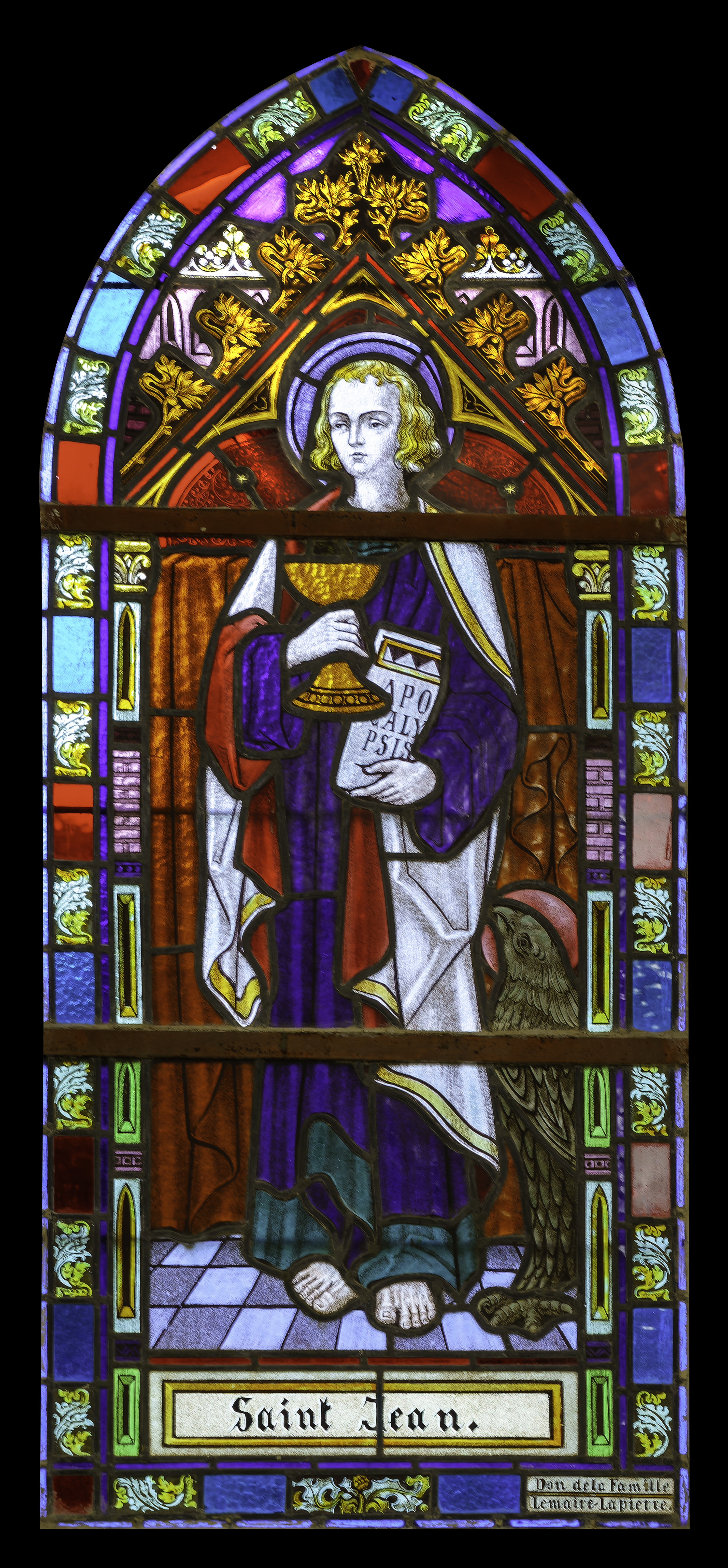
Saint Jean.

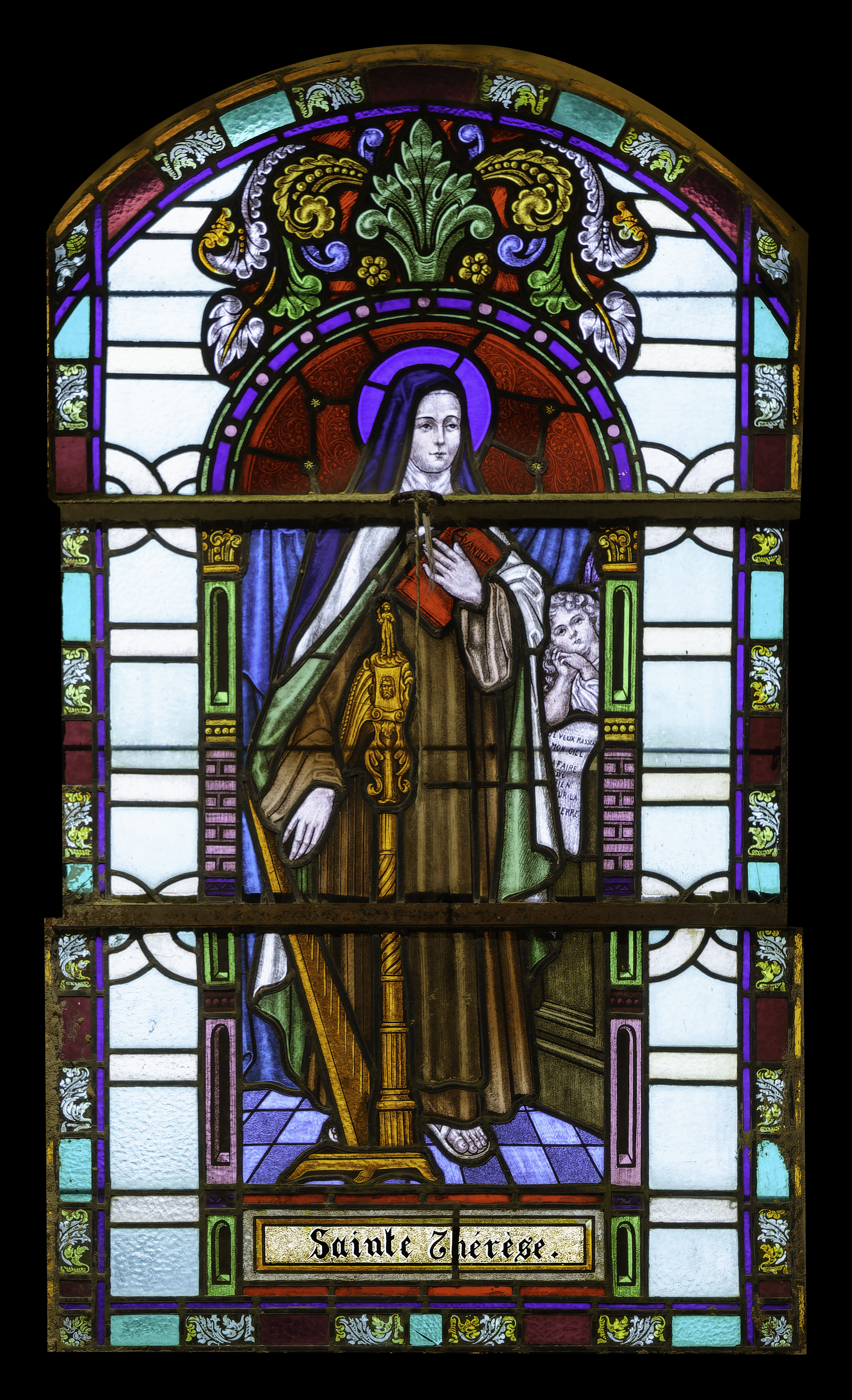
Sainte thérèse.
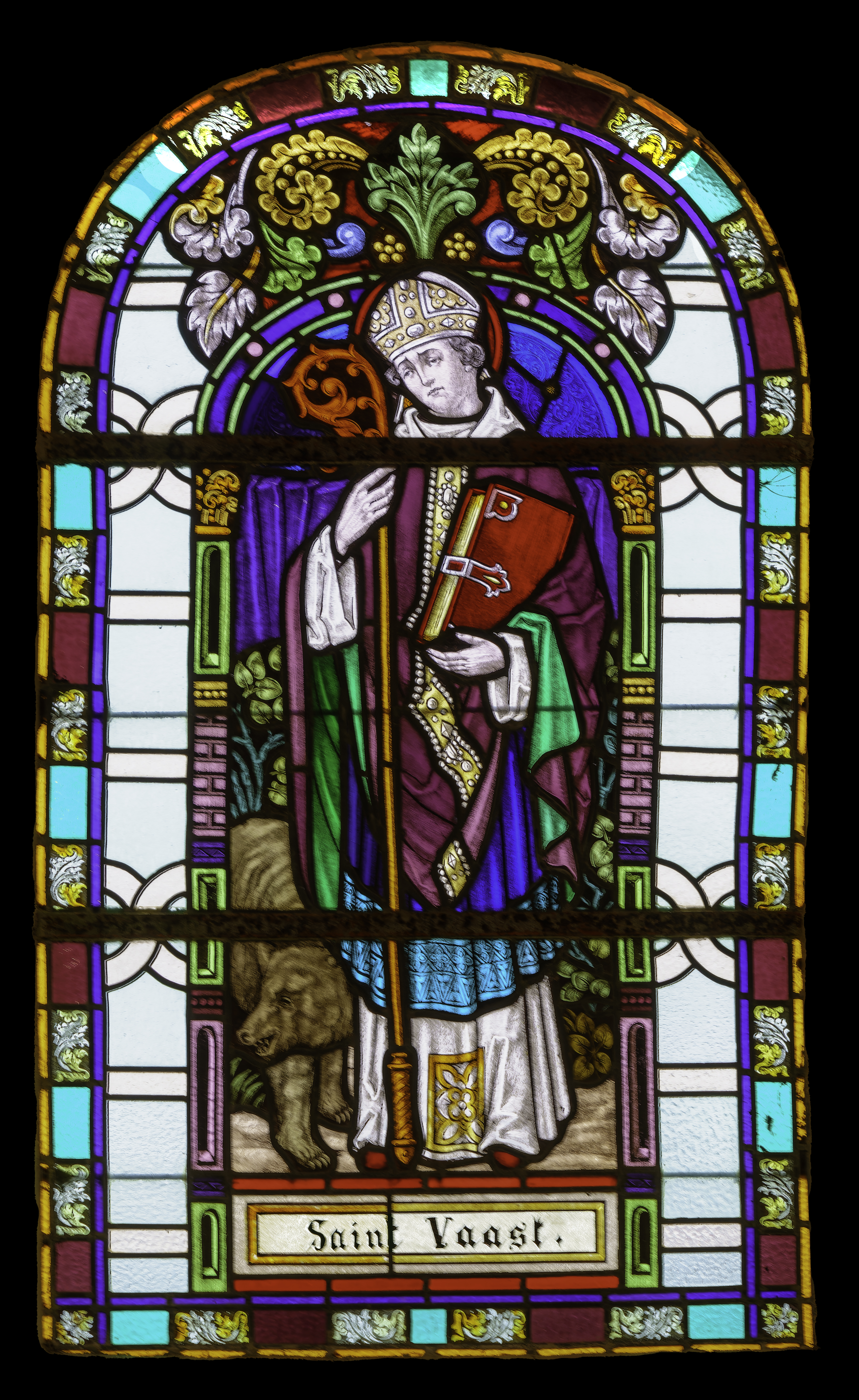
Saint Vaast.
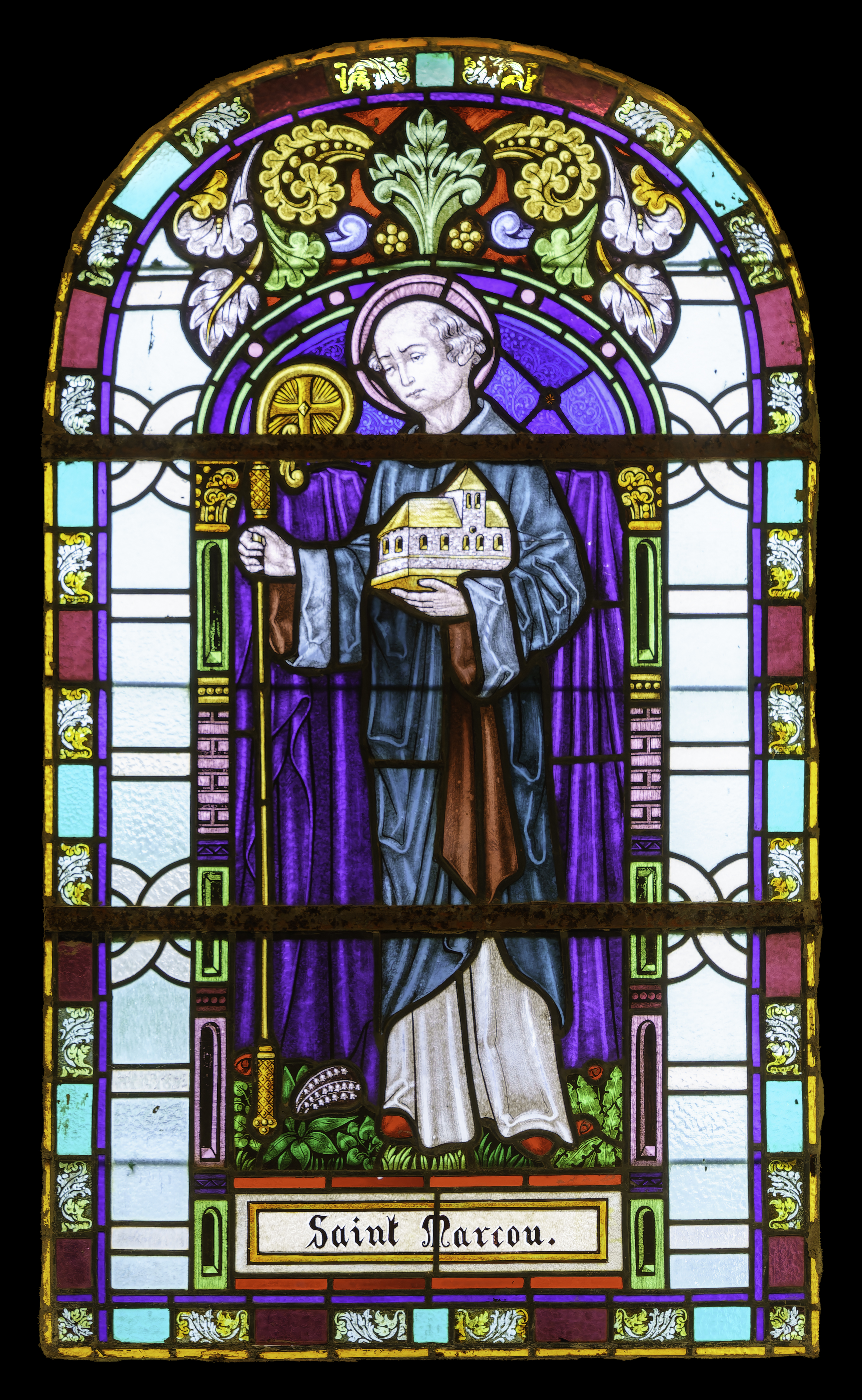
Saint Marcou.
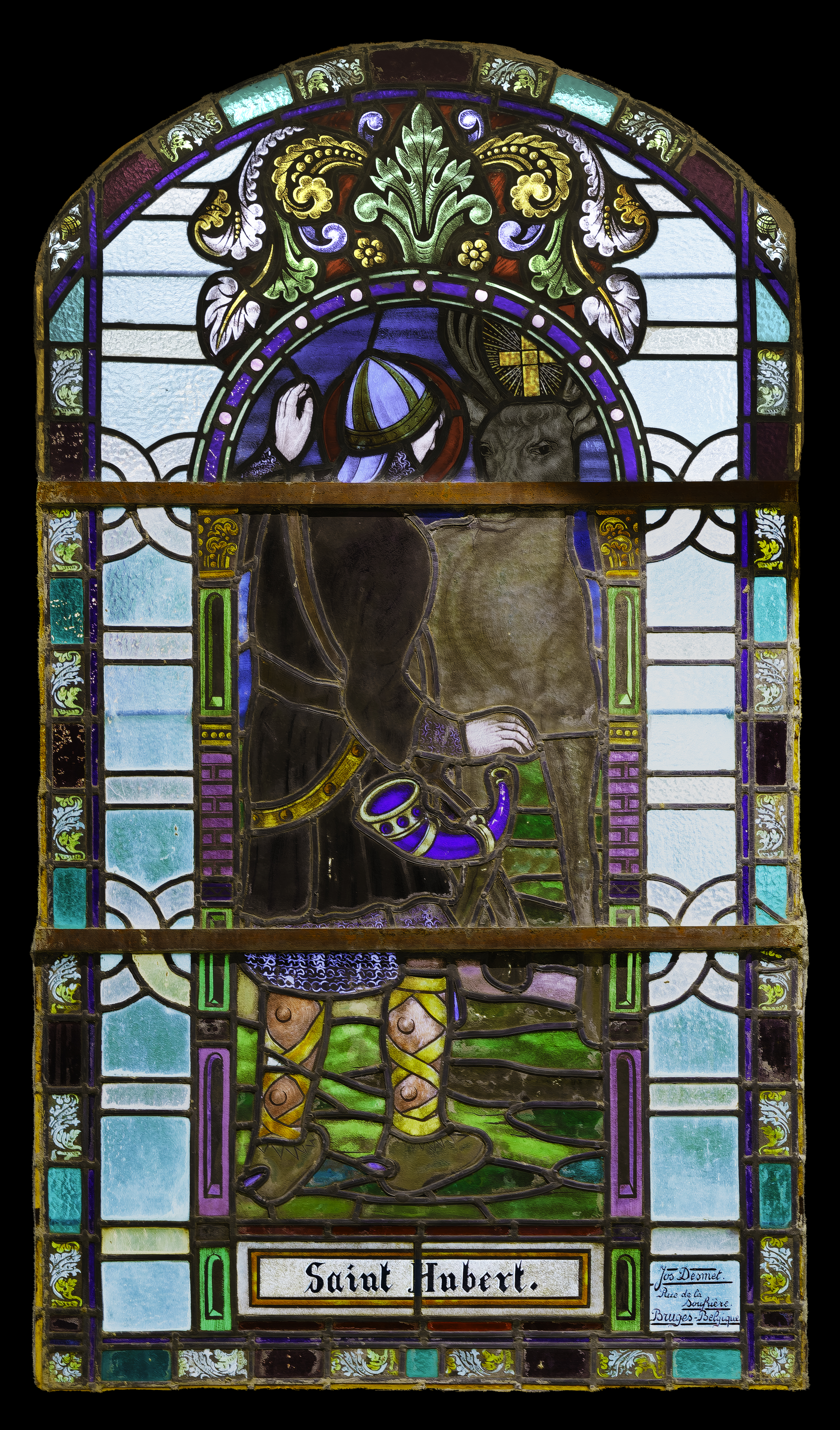
Saint Hubert.

- Le château, édifié en 1655, est sur la D317.
- Le monument aux morts, situé près de l'église est inauguré en octobre 1931. L'inauguration a lieu un lundi, alors qu'en général les inaugurations de monument se tiennent le dimanche. La commune avait pris l'habitude de célébrer une messe solennelle à ses enfants morts au champ d'honneur, le lendemain de la ducasse. C'est la raison pour laquelle que les habitants ont choisi d'inaugurer le monument après une messe assurée par l'abbé Merlens[35].
- La Place Verte.

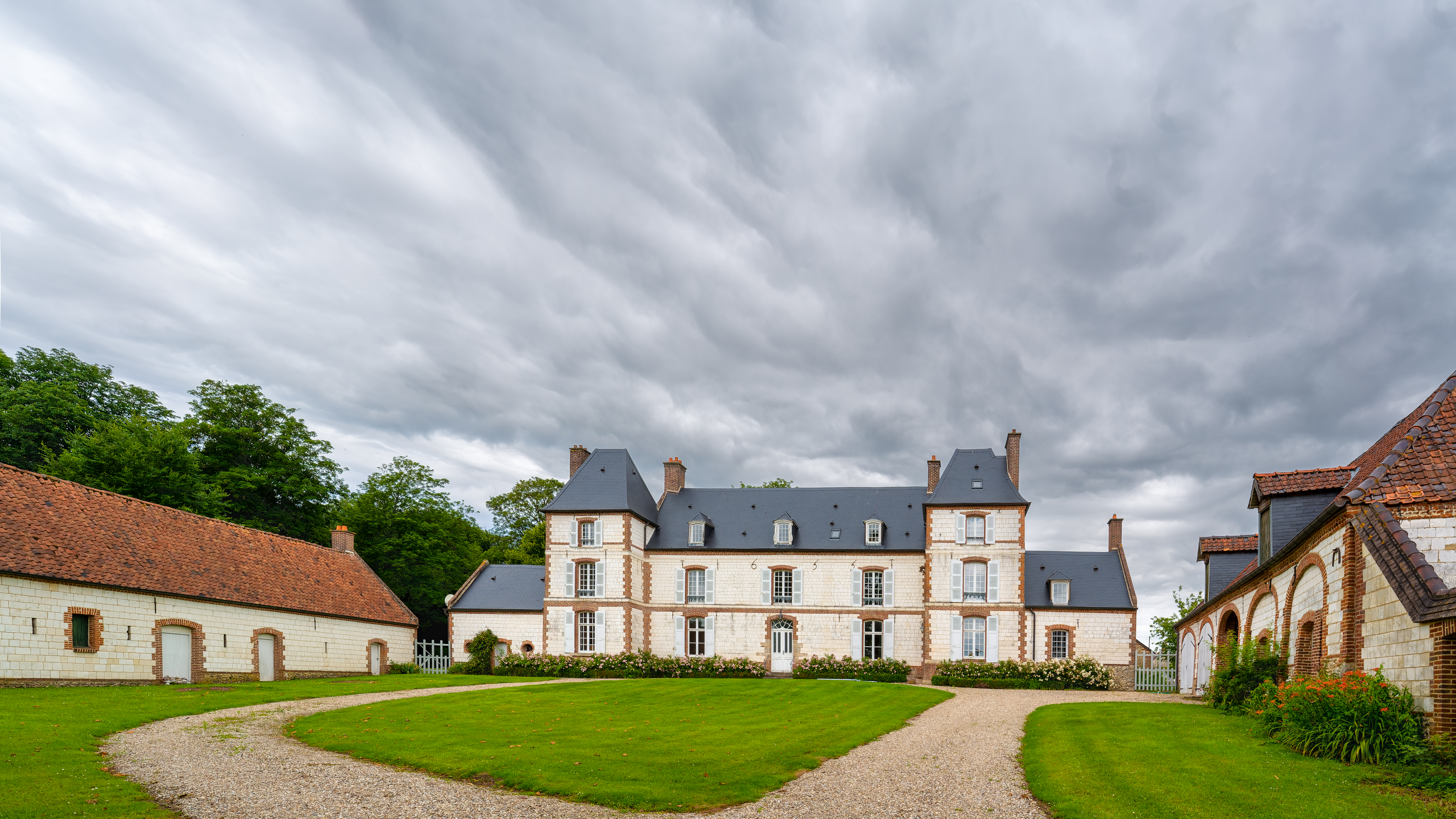
Le château.
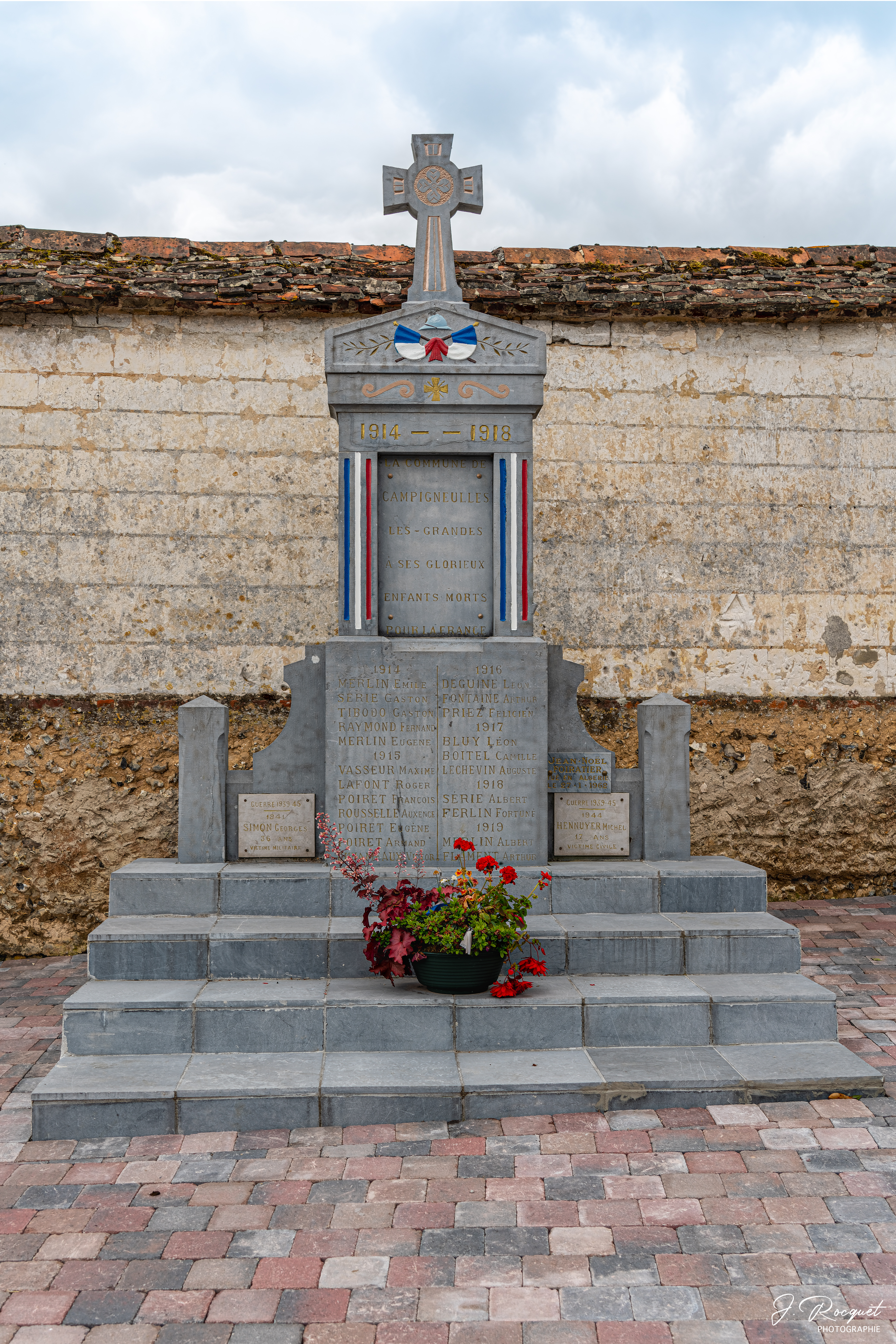
Le monument aux morts.
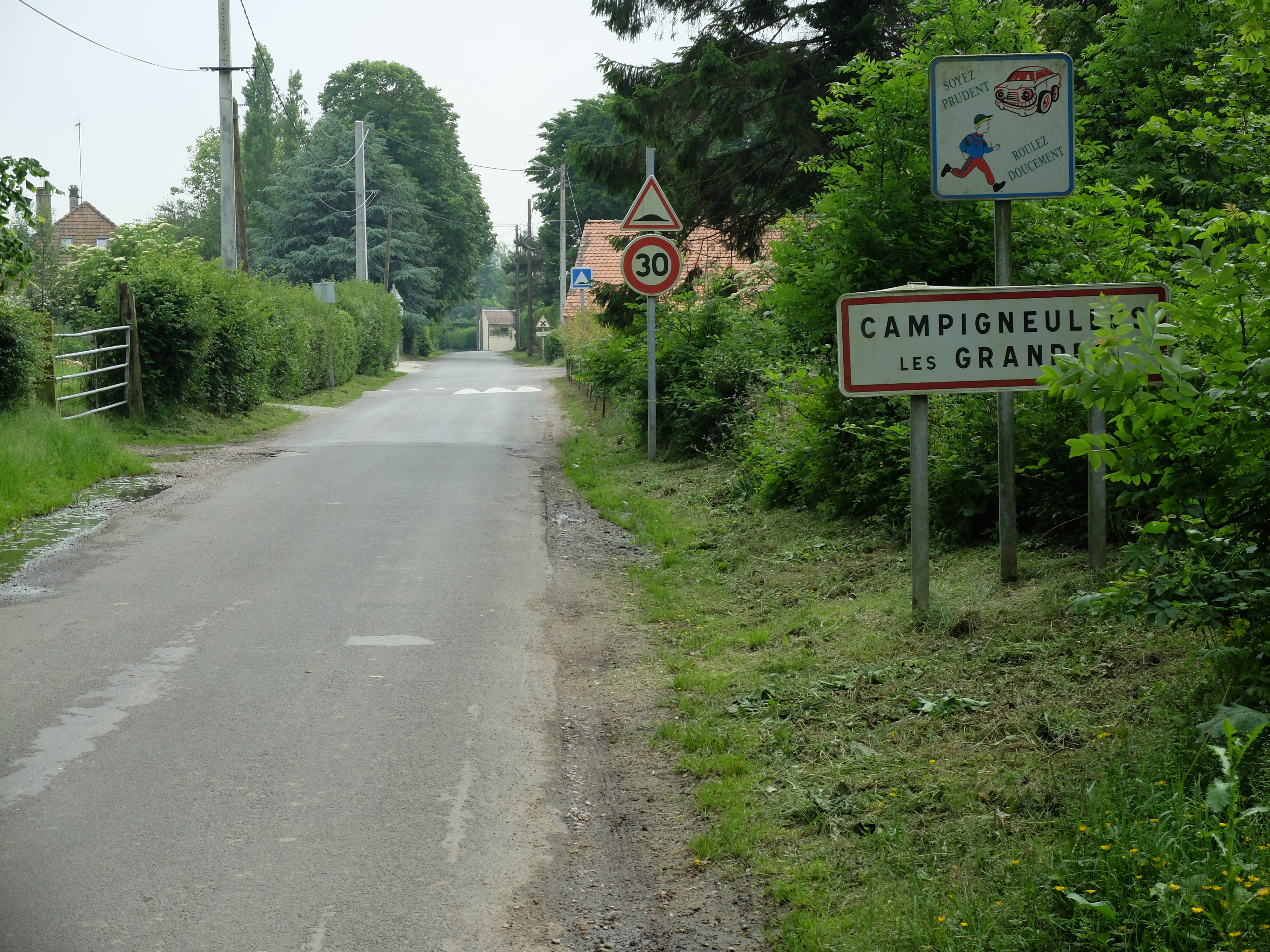
Une entrée de la commune.
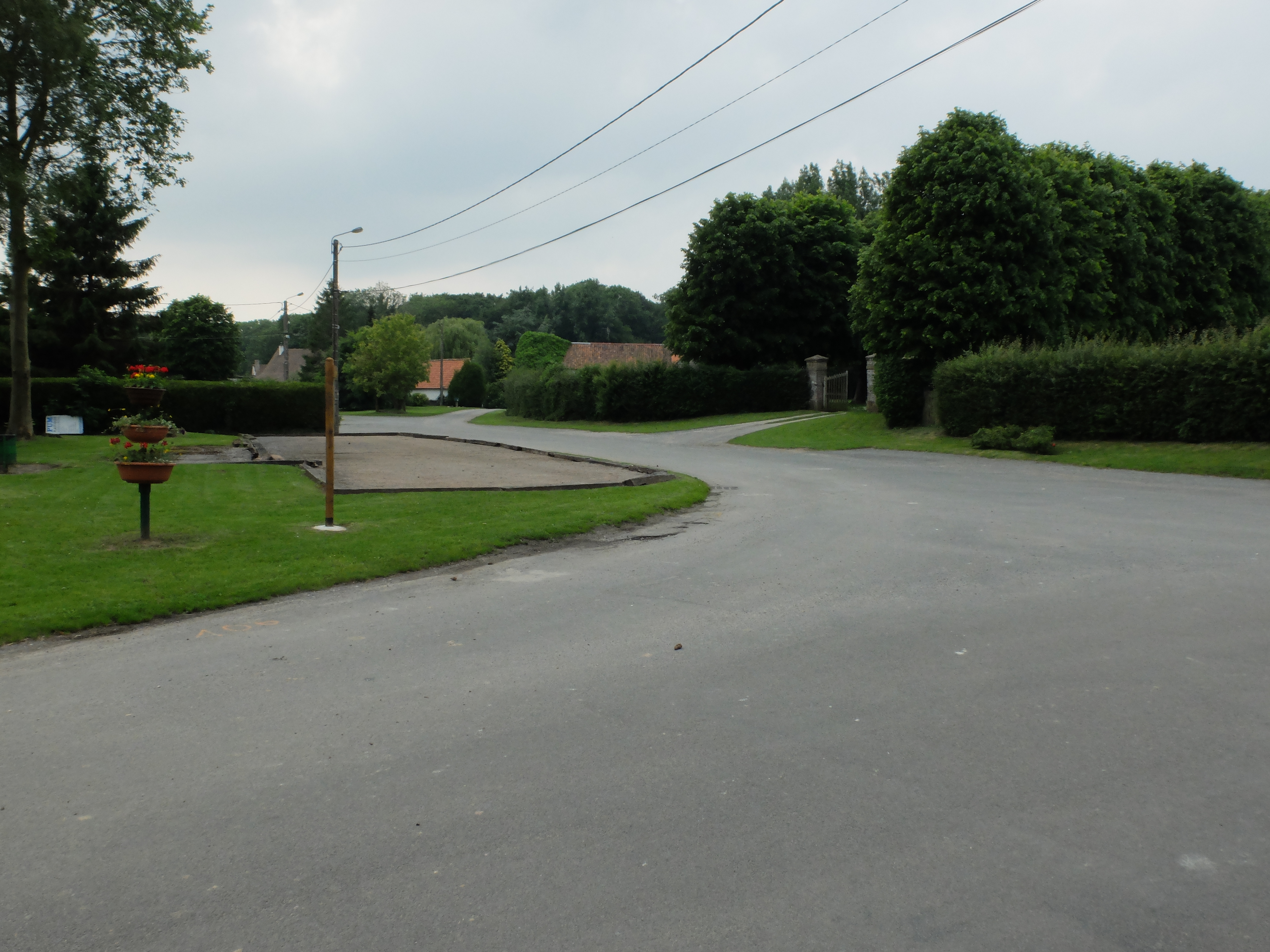
La Place Verte.
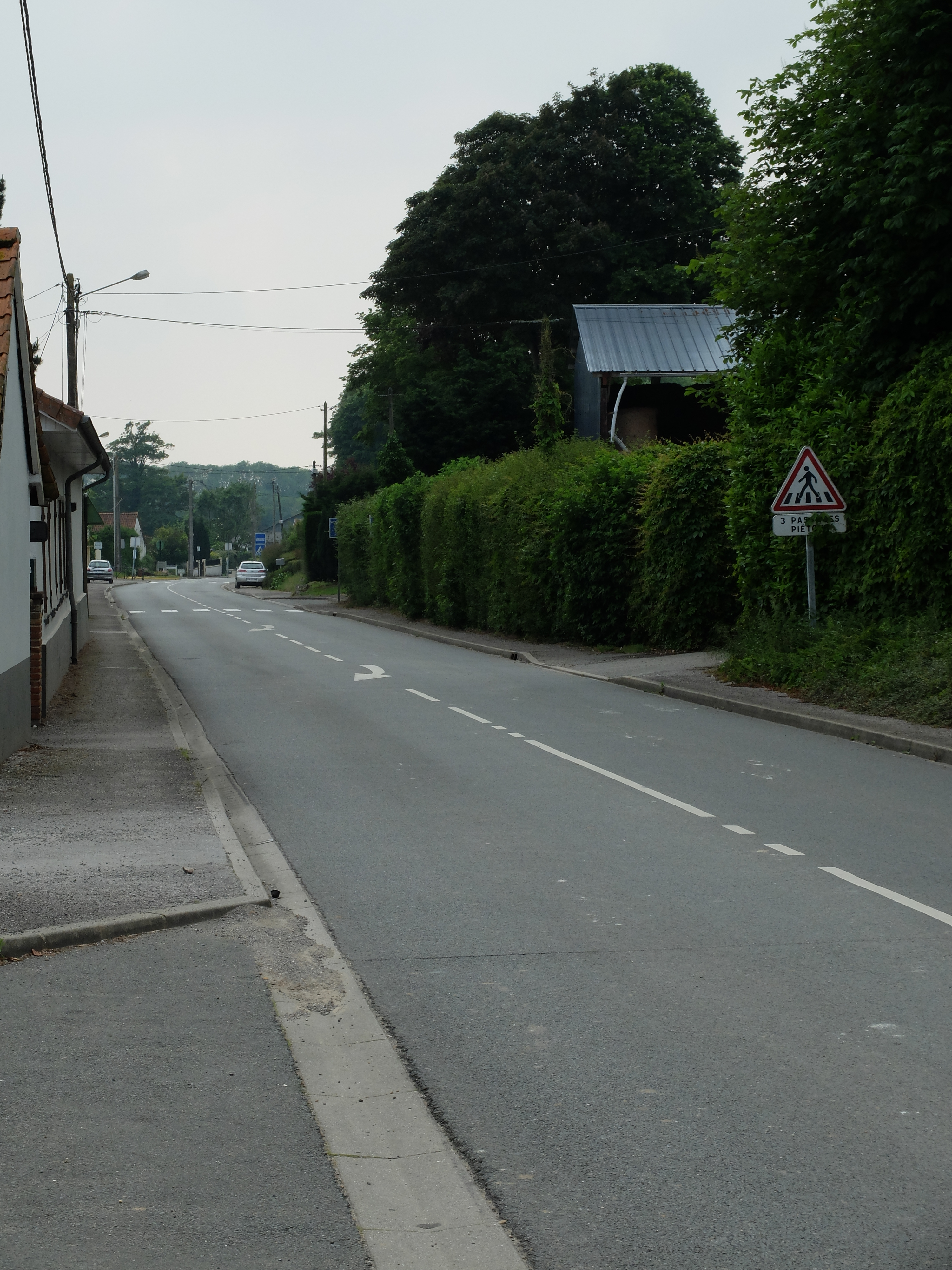
La Grand Rue.

### Gastronomie
Plus d'une trentaine de fromages, venant de Normandie, sont affinés, à l'alcool et à l'arôme, dans une entreprise sise dans la commune, comme Cœur de Pommeau.

### Héraldique
| Blason de Campigneulles-les-Grandes | Blason  | D'or à la croix ancrée de gueules chargée en cœur d'une molette du champ, cantonnée en chef à senestre et en pointe à dextre de deux molettes aussi de gueules, rangées en barre avec celle du cœur. |
| Blason de Campigneulles-les-Grandes | Détails | Mélange des armes de l'abbaye de Saint-Vaast d'Arras (d'or à la croix ancrée de gueules) et de la famille de Boufflers (d'argent à trois molettes de gueules accompagnées de neuf croisettes recroisetées du même, 3, 3, 2 & 1), qui furent tous deux en propriété de la seigneurie. Adopté par la municipalité. |

## Pour approfondir